# FI Весов
FI Весов (лат. FI Librae) — одиночная переменная звезда в созвездии Весов на расстоянии (вычисленном из значения параллакса) приблизительно 97070 световых лет (около 29762 парсеков) от Солнца. Видимая звёздная величина звезды — от +15,7m до +14,7m.

## Характеристики
FI Весов — пульсирующая полуправильная переменная звезда (SR).